# Tyrsted
Tyrsted er en bydel i det sydlige Horsens.
Næsten alle huse er parcelhuse fra først i 1970'erne. Dog er der løbende fra 1980'erne og helt frem til efter årtusindeskiftet (pr. 20. juni 2014) blevet bygget længere mod syd. Tyrsted er delt af Bjerrevej, hvor det østlige består af Gammel Tyrsted som er en blanding af meget gamle huse og huse fra 1970 og frem. Her ligger en nyere skole, Højvangsskolen. Vest for Bjerrevej er der 3-4 kilometer med rene parcelhuskvarterer. Her er der en stor skole, Bankagerskolen, som rummer op til 1.300 elever. Tyrsted afgrænses mod øst af landbrugsarealer og Horsens Fjord. Mod vest smelter det sammen med det store villakvarter Torsted.

## Tyrsted Kirke
Tyrsted Kirke bruges af mange som start på en pilgrimsrejse til Santiago de Compostela. Kirken er fra 1100-tallet i romansk stil. I våbenhuset er indmuret en gravsten over Peter Kæller, en af de første danske professionelle pilgrimme, der i 1300-tallet gik både til Jerusalem og Santiago med egne og andres medsendte synder. Det er den eneste bevarede danske gravsten over en pilgrim.

## Spor efter oldtiden
Før jul i 2016 fandt arkæologer fra Horsens Museum i et dødishul i Tyrsted rester af en gedde og flint fra brommekulturen. Blandt de 13.000 gamle fund var rensdyrtakker bearbejdet af mennesker, og lagt i søen til senere anvendelse eller som ofring. Der er tale om et af de aller tidligste spor efter mennesker i Danmark.